# Siedah Garrett
Pour les articles homonymes, voir Garrett.
Deborah Christine Garret dite Siedah Garrett est une chanteuse et auteure-compositrice américaine, née le 24 juin 1960 à Los Angeles en Californie.

## Biographie

### Enfance
Siedah Garrett est née en 1960 à Los Angeles, et passe son enfance à Compton.

### Carrière
En 1982, Siedah Garrett fait partie du groupe funk Plush, connu notamment pour le titre Free & Easy.
En 1984, elle auditionne pour Quincy Jones et choisie en lieu et place de Chaka Khan pour participer à la chanson Don't Look Any Further (en duo avec Dennis Edwards) (#72 pop, #2 R&B en 1984).
En 1987, elle collabore avec Michael Jackson pour son album Bad en chantant en duo le single I Just Can't Stop Loving You, et en étant coauteur de Man in the Mirror.
En 1988, elle sort son premier album solo Kiss Of Life sur QWest Records. Cet album contient la chanson inédite Groove Of Midnight proposée à l'origine par Rod Temperton pour l'album Bad de Michael Jackson.
En 1989, elle participe à deux titres de l'album Back on the Block de Quincy Jones.
En 1991, elle participe à l'album Dangerous de Michael Jackson en tant que auteur-compositeur de Keep the Faith. Elle participe à la tournée Dangerous World Tour en tant que choriste de 1992 à 1993 et est présente également avec Michael Jackson sur le duo I Just Can't Stop Loving You lors des concerts.

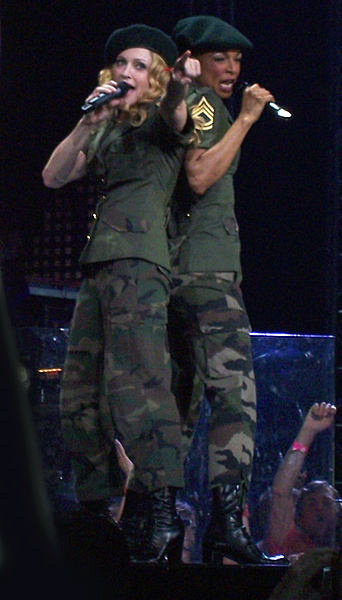
En pleine tournée, avec Madonna.

En 1996, elle rejoint le groupe Brand New Heavies, qu'elle a depuis quitté. Elle a aussi participé aux tournées de Madonna comme choriste et danseuse pour le Re-Invention Tour en 2004. Elle avait déjà été choriste pour Madonna sur ses albums True Blue (1986) et Who's That Girl (1987).
En 2003, elle sort un deuxième album solo intitulé Siedah.
En 2007, elle est nommée dans la catégorie de la meilleure chanson originale aux Oscars et remporte un Grammy Award pour avoir coécrit la chanson Love You I Do chantée par Jennifer Hudson pour le film Dreamgirls.
En 2012, elle est à nouveau nommée pour la meilleure chanson originale aux Oscars pour la chanson Real in Rio du film Rio.
En 2017, elle sort le single G.H.E.T.T.O (Greatness Happens Even Though There’s Oppression) avec le rappeur Common. En décembre 2017, elle participe à la bande originale du film Mully en collaboration avec Benjamin Wallfisch.
En 2018, elle est en duo avec BoA pour une reprise du titre Man in the Mirror.

## Vie privée
Elle a annoncé qu'elle a été diagnostiquée d'une sclérose en plaques (SEP) lors de sa prestation lors de l'événement Race To Erase MS en 2017.

## Discographie

### Album de Plush
- 1982 : Plush

### Albums studio
- 1988 : Kiss Of Life
- 2003 : Siedah

### Album deBrand New Heavies
- Shelter

### Singles

#### En chœur
- 1984 : Don't Look Any Further (avec Dennis Edwards)
- 1985 : Curves
- 1985 : Do You Want It Right Now
- 1987 : I Just Can't Stop Loving You (avec Michael Jackson)
- 1987 : Everchanging Times
- 1988 : Kissing
- 1988 : Refuse To Be Loose
- 1988 : Innocent Side
- 1989 : I Don't Go For That (avec Quincy Jones)
- 1989 : I'm Yours (avec Quincy Jones et El DeBarge)
- 1989 : Listen Up (avec Quincy Jones)
- 1990 : The Places You Find Love (avec Quincy Jones)
- 2007 : Rain Down Love (avec Freemasons)

#### Avec Brand New Heavies
- 1997 : Sometimes
- 1997 : You Are the Universe
- 1997 : You've Got a Friend
- 1998 : Shelter